# Frattini
Frattini is een metrostation in de Italiaanse stad Milaan dat op 12 oktober 2024 werd geopend.